# Dean Kelly
Dean Kelly (* 25. Mai 1988) ist ein ehemaliger irischer Eishockeyspieler, der zwei Jahre für den Flyers Ice Hockey Club aus Dublin in der Irish Ice Hockey League spielte.

## Karriere
Dean Kelly begann seine Karriere als Eishockeyspieler 2007 beim Flyers Ice Hockey Club in der neugegründeten Irish Ice Hockey League. In seiner ersten Spielzeit in der höchsten irischen Liga erzielte der Stürmer 17 Scorerpunkte, darunter vier Tore, in 11 Spielen der Hauptrunde. Daraufhin qualifizierte sich Kelly mit seiner Mannschaft für das Playoff-Halbfinale, in dem er das einzige Tor der Flyers bei der 1:4-Niederlage gegen die Dublin Rams vorbereitete. Nachdem er von 2009 bis 2011 nicht im Ligaspielbetrieb aktiv gewesen war, spielte er von 2011 bis 2013 unterklassig für die Dublin Rovers. Anschließend beendete er seine aktive Karriere.

### International
Für Irland nahm Kelly an den Weltmeisterschaften der Division III 2007, 2009, 2010, 2012 und 2013 sowie den Weltmeisterschaften der Division II 2008 und 2011 teil.

## Erfolge und Auszeichnungen
- 2007 Aufstieg in die Division II bei der Weltmeisterschaft der Division III
- 2010 Aufstieg in die Division II bei der Weltmeisterschaft der Division III, Gruppe A